# Pablo Llarena Conde
Pablo Llarena Conde (Burgos, 1963) és un jutge espanyol. Treballa com a magistrat a la Sala Segona del Tribunal Suprem espanyol, com a especialista en dret penal. És considerat de perfil conservador. Des d'octubre de 2017 és el jutge instructor de la causa contra l'independentisme català.

## Carrera judicial
Fill d'advocats, la seva mare, Carmen Conde, va ser la primera advocada col·legiada al Col·legi de Toledo i la primera degana d'un col·legi d'advocats, va arribar a magistrada de la sala social del Tribunal Superior de Justícia de Castella i Lleó. El seu pare, Jesús Llarena, era advocat i va acabar la seva carrera com a magistrat de la sala de Civil i Penal Tribunal Superior de Justícia de Castella i Lleó. Va estudiar als jesuïtes de Burgos i Es va llicenciar en dret al Col·legi Universitari de Burgos, adscrit a la Universitat de Valladolid. Va exercir com a advocat del 1986 al 1988. Va ingressar a la carrera judicial per oposició l'any 1989, sent el número 1 de la seva promoció, i va ser destinat al jutjat de primera instància i instrucció número 1 de Torrelavega, a Cantàbria. Després es va traslladar al jutjat de primera instància i instrucció número 8 de Burgos i, posteriorment, el 1992, al jutjat d'instrucció 31 de Barcelona, on hi romandria fins al 1998.

### Audiència provincial
El 1998 es va incorporar com a magistrat a la secció sisena de l'Audiència Provincial de Barcelona. El febrer del 2011 fou designat president de l'Audiència Provincial pel Consell General del Poder Judicial, substituint a Miguel Ángel Gimeno, qui fou nomenat president del TSJC.
Des d'aquest càrrec el 2011, entre d'altres casos, va ser ponent de la sentència que condemnà a sis anys de presó a Enric Roig i Antoni Herce, dos alts càrrecs de Ferrocarrils de la Generalitat per haver creat un fons de pensions il·legal i haver desviat 2,7 milions d'euros. Posteriorment, però, el Suprem rebaixaria la pena a quatre anys i mig i al cap de poc van rebre un tercer grau.
El 2012, durant en una entrevista al diari El Mundo en la seva condició de president de l'Audiència, va assegurar que el debat sobre l'encaix de Catalunya a Espanya havia de tenir «una solució essencialment política».

### Tribunal suprem
Va ser designat per ser jutge del tribunal Suprem el 28 de gener de 2016 pel Consell General del Poder Judicial. Va substituir Joaquín Giménez García, que s'havia jubilat. Va guanyar la plaça obtenint 16 dels 21 vots del ple, davant d'un sol vot aconseguit per Enrique López i un altre rebut per Leopoldo Puente. Els altres tres vocals van votar en blanc. Llavors tenia 53 anys, de manera que va esdevenir un dels jutges més joves a ocupar aquesta plaça, màxima autoritat judicial en dret penal a l'Estat. El nomenament va ser recorregut per l'associació Jutges per a la Democràcia, però el Suprem va desestimar el recurs el de març del 2017. Ha sigut un dels magistrats en defensar la proposta del ministre de justícia Rafael Catalá per escurçar els terminis de la instrucció penal per agilitzar els procediments.
Entre els casos gestionats com a magistrat del Suprem destaca la condemna a César Strawberry, cantant del grup Def con Dos, per una sèrie de piulades el 2013, acusat d'enaltiment del terrorisme. Després de ser absolt per l'Audiència Nacional, fiscalia va recórrer i finalment fou condemnat per Suprem a un any de presó i 6 anys d'inhabilitació.
En el moment de rebre la causa contra l'independentisme català estava treballant en un recurs de cassació sobre l'estafa de factures falses al parc temàtic Terra Mítica.

## Instrucció contra el procés independentista
Pablo Llarena ha esdevingut el magistrat del Tribunal Suprem instructor de la causa contra el procés independentista català, assumint progressivament diverses causes:

### Octubre: Mesa del Parlament
El 31 d'octubre de 2017, la Fiscalia va presentar una querella contra els membres de la Mesa del Parlament de Catalunya que havien votat la tramitació de la declaració d'independència: Carme Forcadell, Anna Simó, Lluís Corominas, Lluís Guinó, Ramona Barrufet i Joan Josep Nuet. La Sala d'Admissions del Tribunal Suprem es va declarar competent i va designar a Llarena com a magistrat instructor. Llarena els va citar a declarar els dies 2 i 3 de novembre en qualitat d'investigats, pels possibles delictes demanats per la Fiscalia de rebel·lió, sedició i malversació. Van quedar tots en llibertat sota fiança, excepte Joan Josep Nuet, que va quedar lliure sense cap mena de mesura per haver votat però en contra.

### Novembre: Acumulació de la instrucció
Paral·lelament, l'Audiència Nacional seguia la instrucció amb els membres no aforats, portada per la jutgessa Carmen Lamela. El 24 de novembre, Llarena va dictar un acte pel qual —després de sol·licitar informe a la jutgessa— acumulava la instrucció: contra els membres de l'Assemblea Nacional Catalana Jordi Sànchez i d'Òmnium Cultural Jordi Cuixart; contra els membres del destituït Govern català: Oriol Junqueras (vicepresident), Raül Romeva (conseller d'Exteriors), Dolors Bassa (de Treball), Carles Mundó (de Justícia), Jordi Turull (de Presidència), Josep Rull (de Territori), Meritxell Borràs (de Governació) i Joaquim Forn (d'Interior), tots ells a la presó; contra Santi Vila (exconseller d'empresa), en llibertat sota fiança; i contra Carles Puigdemont (president), Antoni Comín (conseller de Salut), Lluís Puig (de Cultura), Meritxel Serret (d'Agricultura) i Clara Ponsatí (d'Educació), que s'havien exiliat a Bèlgica i estaven a l'espera que la justícia belga resolgués l'euroordre dictada per Lamela. Finalment, Lamela mantindria únicament la causa contra Josep Lluís Trapero —destituït major dels Mossos— i la seva intendent Teresa Laplana, acusats de sedició. Després d'haver prestat declaració, el 4 de desembre Llarena va decretar llibertat sota fiança per a sis dels membres empresonats del Govern català: Raül Romeva, Dolors Bassa, Carles Mundó, Jordi Turull, Josep Rull i Meritxell Borràs. L'endemà, va anul·lar l'euroordre de Lamela pels problemes per a la causa judicial si la justícia belga no la resolgués de forma afirmativa.

### Desembre: Comitè estratègic
El 22 de desembre de 2017, Llarena va ampliar l'acusació a Artur Mas (expresident de la Generalitat), Marta Rovira (número dos d'ERC), Anna Gabriel (ex-portaveu de la CUP al Parlament), Marta Pascal (coordinadora general del PDeCAT), Mireia Boya (expresidenta del grup parlamentari de la CUP) i a Neus Lloveras (presidenta de l'Associació de Municipis per la Independència). Els cinc formarien part del Comitè Estratègic del procés, segons el document Enfocats confiscat per la Guàrdia Civil el 20 de setembre de 2017 a Josep Maria Jové durant l'operació Anubis, on s'adonava de les reunions per preparar el referèndum de l'1 d'octubre i, segons Llarena, van tenir una participació destacada en el seu desenvolupament "aportant el suport polític".

### Gener: peticions de sortida denegades
Els dies 4 i 10 de gener de 2018, van declarar davant Llarena i van sol·licitar la seva sortida els quatre que seguien a la presó preventiva: Oriol Junqueras, Joaquim Forn, Jordi Sànchez i Jordi Cuixart. Els tres primers havien estat triats en les eleccions al Parlament de Catalunya del 21 de desembre de 2017 i van demanar poder assistir a les reunions del Parlament. L'acusació popular de Vox i la fiscalia es van oposar a la sol·licitud. Llarena va dictar acte de denegació de llibertat pel risc que hi hagués "greu enfrontament ciutadà" "en ocasió del trasllat" d'uns presos que susciten un "suport incondicional". I va proposar que fos la Mesa del Parlament la que adaptés les normes perquè els parlamentaris poguessin delegar el seu vot: "Es reconeix a aquests la possibilitat de delegar el seu vot, havent d'administrar-se el seu exercici per la Mesa del Parlament". El 15 de gener, els lletrats dels serveis jurídics del Parlament català van emetre un informe qüestionant la intromissió del jutge i considerant que el reglament de la càmera no preveia la delegació de vot en aquest cas. El 17 de gener de 2017 la Mesa d'edat, en la formació de la Mesa del Parlament català, va permetre el vot per delegació dels parlamentaris empresonats.
Per altra banda, el 22 de gener de 2018, Puigdemont va viatjar des de Bèlgica a Dinamarca. La Fiscalia va demanar reactivar l'Euroordre –només per a Dinamarca– per detenir-lo i l'acusació popular de VOX es va manifestar contrària a la seva reactivació. Llarena no va reactivar-la. Segons l'acte, la 'jactància' de Puigdemont amb el viatge és una 'provocació' que buscava la detenció, forçant poder delegar el seu vot per aconseguir la investidura com a president de Catalunya. Altres, com Javier Pérez Royo, creien que Llarena no reactivava l'Euroordre pel perill per a la causa judicial si la justícia danesa no la resolgués de forma afirmativa.

### Febrer: Declaració d'independència i dispositius del referèndum
Llarena va citar a declarar per l'1 de febrer de 2018 al coronel de la Guàrdia Civil Diego Pérez dels Cobos, com a màxim responsable dels cossos i forces de seguretat per impedir el referèndum del 1-O, nomenat pel Ministeri de l'Interior després d'assumir les competències. Les acusacions de la Fiscalia i Vox li van interrogar per la participació del major Josep Lluís Trapero. El testimoni va declarar que el dispositiu dels Mossos durant la jornada del referèndum estava dissenyat per no ser operatiu i ho va atribuir a les ordres de Trapero, per instruccions del conseller d'interior Joaquim Forn. Per la seva banda, les defenses li van interrogar per incidents com les 1.060 assistències sanitàries i l'obertura formis expedient. En opinió del testimoni, "el compliment de la llei està per sobre de la convivència ciutadana", moltes de les assistències eren falses i cap agent havia estat format expedient.
Va cridar a declarar a Mireia Boya el 14 de febrer de 2018. Després d'afirmar que la declaració d'independència buscava efectivitat real però que la causa judicial era política, va sortir sense cap mesura cautelar. El 19 de febrer, van declarar Marta Rovira i Marta Pascal. Ambdues van afirmar que la declaració d'independència no va tenir efectes jurídics. Rovira va quedar en llibertat baix fiança de 60.000 euros i Pascual va quedar en llibertat sense mesures cautelars. El 20 de febrer van declarar Artur Mas i Neus Lloveras. Mas va afirmar que la declaració d'independència va ser simbòlica i que no va existir cap Comitè Estratègic –així denominat per la Guàrdia Civil–, sinó que eren reunions per parlar de política. La fiscalia i l'acusació popular de Vox havien sol·licitat llibertat baix fiança de 60.000 euros, però no va ser acceptada pel jutge. Lloveras va quedar en llibertat sense mesures cautelars, ja que no van ser sol·licitades per les acusacions. Anna Gabriel havia de declarar el 21 de febrer però, des de Suïssa, va comunicar el dia anterior que no acudiria a la citació judicial per estar sent processada per la seva "activitat política" i perquè en aquesta causa "no existeix dret a un judici just". Al no presentar-se a la citació, el jutge va ordenar la detenció d'Anna Gabriel i Suïssa va anunciar que rebutjaria l'extradició, si es demanava, a l'ésser un assumpte preponderantment polític.

### Març: ampliació de terminis i més empresonaments
El 2 de març de 2018, el jutge va decidir –amb informe favorable de Fiscalia, Advocacia de l'Estat, VOX i la majoria d'investigats– ampliar sis mesos el termini d'instrucció, fins a un màxim de 18 mesos, a causa de la complexitat de la causa i el nombre elevat d'investigats.
El 5 de març de 2018, després de consultar amb els partits, el president del Parlament de Catalunya Roger Torrent va proposar a Jordi Sànchez, com a candidat a president de la Generalitat i, l'endemà, va convocar el ple d'investidura pel 12 de març. Sànchez va demanar permís al jutge per poder assistir al ple i Torrent va sol·licitar la seva llibertat provisional. El 9 de març, la Fiscalia va presentar escrit d'oposició, argumentant que hi havia risc de reiteració delictiva i Llarena va denegar la llibertat provisional de Sànchez. Després de la decisió de Llarena, Torrent va anunciar l'ajornament del ple d'investidura i, el 12 de març, Sànchez va recórrer al Tribunal Suprem, argumentant que la decisió de Llarena violava la Constitució i l'Estatut.
El 23 de març Llanera va tornar a enviar a la presó el candidat a la presidència de la Generalitat, Jordi Turull, així com l'expresidenta del Parlament Carme Forcadell i els consellers Raül Romeva, Josep Rull i Dolors Bassa. També va emetre ordres de detenció europea i internacional per a gairebé tots els exiliats. Al seu torn, Marta Rovira no es va presentar i es va exiliar fora del país. Arran de diverses crítiques i insults a Llarena i la seva família a Twitter, la Fiscalia Superior de Catalunya va demanar als Mossos d'Esquadra protecció per a ell i la seva família.

### Abril: Alliberament de Puigdemont
El 5 de abril, l'Audiència Territorial-Tribunal Suprem de Sleswig-Holstein va considerar inadmissible la imputació de rebel·lió a Puigdemont en no existir violència, va demanar més dades a Espanya en referència a la malversació i va deixar Puigdemont en llibertat sota fiança de 75.000 euros. El mateix 5 d'abril, a Brussel·les, Comín, Serret i Puig van declarar davant la justícia belga, que els va deixar en llibertat sense mesures cautelars mentre decidia sobre l'euroordre de Llarena. Pocs dies després, el dia 13 d'octubre, la Mesa del Parlament de Catalunya va acordar la presentació d'una querella contra el jutge Llarena, en considerar que la seva decisió de no permetre la llibertat condicional a Jordi Sànchez constituïa un possible delicte de prevaricació.
El 25 d'octubre de 2018 el Tribunal Suprem va confirmar la instrucció de Pablo Llarena i va obrir el judici oral pel procés sobiranista per enviar al banc dels acusats els 18 processats per rebel·lió, malversació i desobediència.

## Trajectòria acadèmica
L'any 2000 va començar a treballar com a professor de Dret Penal a l'Escola Judicial, on també ha treballat com a tutor de pràctiques. Entre 2003 i 2005 fou nomenat cap de formació inicial del Consell General del Poder Judicial. També ha fet de professor a l'Escola de Pràctica Professional de l'Advocacia de la Universitat Autònoma de Barcelona i de professor col·laborador del curs de postgrau en Pràctica Jurídica de la Facultat de Dret de la Universitat de Barcelona. Ha col·laborat com a docent amb l'Escola Francesa de la Magistratura i amb l'Escola Judicial d'Uruguai. Va dirigir un curs sobre divulgació i implementació del Codi Processal Penal Dominicà a Santo Domingo.
És afiliat a la conservadora Associació Professional de la Magistratura, la més nombrosa i conservadora, de la qual va ser portaveu i posteriorment president entre gener del 2013 i novembre del 2015. Des d'aquesta associació va defensar una solució política al procés independentista català.

## Publicacions
Ha publicat nombrosos articles, i ha participat en diverses obres col·lectives, entre les quals:
- El derecho a la tutela judicial efectiva.
- La protección jurisdiccional de los derechos.
- Autonomía y justicia en Cataluña.
- La reforma del proceso penal.
- 2004: Las medidas reales cautelares en el nuevo procedimiento abreviado.[69]
- 2005: El caso del Imán de Fuengirola.[70]
- 2007: Los sistemas de turnos y acceso a la carrera judicial de juristas de reconocido prestigio: la justicia de proximidad y sus opciones.[71]
- 2008: Consideración puntual de determinados aspectos relativos a la responsabilidad penal de jueces y magistrados.[2][72]

## Vida personal
És pare de dos fills i està casat amb la magistrada Gema Espinosa – directora de l'Escola Judicial del 2013 fins al 2018, centre acadèmic del Consejo General del Poder Judicial (CGPJ), amb seu a Barcelona, on es formen a tots els futurs jutges. Li agrada jugar al golf, fer quilòmetres amb la seva Harley-Davidson i fumar puros. Té residència a Sant Cugat del Vallès i a Das.
El 16 de novembre de 2021 fou homenatjat i guardonat a l'auditori Rafael del Pino de Madrid per l'organització ultranacionalista espanyola fundació Villacisneros. Aquesta entitat té al consell directiu als ex-polítics del PP Esperanza Aguirre i Jaime Mayor Oreja, l'ex-jutge Santiago Milans del Bosch –nebot del militar colpista Jaime Milans del Bosch, defensor de la família Franco, simpatitzant de Vox– i l'eurodiputat de Vox Hermann Tertsch; per president a Íñigo Gómez-Pineda, i per vice-presidenta, l'ex-dirigent del PP María San Gil. En el lliurament del premi participà com a glossador l'exvicepresident del Tribunal Constitucional espanyol Ramón Rodríguez Arribas. Per aquesta raó, l'1 de desembre de 2021, l'advocat Gonzalo Boye, en representació del president Carles Puigdemont i els consellers Toni Comín, Clara Ponsatí i Lluís Puig, presentà al Tribunal Suprem espanyol un escrit de recusació contra el magistrat. Segons la sol·licitud de la defensa, Llarena no pot mantenir l'aparença d'imparcialitat en l'instrucció del cas després d'acceptar el premi d'una fundació que advoca pública en manifestacions i xarxes socials per l'empresonament de Puigdemont.